# Jan Rosenthal
Jan Rosenthal (* 7. April 1986 in Sulingen) ist ein ehemaliger deutscher Fußballspieler. Der Offensivspieler absolvierte 200 Bundesligaspiele und stand zuletzt dem VfB Oldenburg als Standby-Spieler zur Verfügung.

## Karriere
Der 1,86 m große Rosenthal kam im Sommer 2000 vom SV Staffhorst zu den Junioren von Hannover 96 und gehörte ab 2005 dem Profikader der Niedersachsen an. Parallel zu seiner Profilaufbahn absolvierte er seinen Zivildienst in der Einrichtung, in der auch Per Mertesacker am Anfang seiner Profikarriere tätig war. Zuvor hatte er seine Schulzeit am Gymnasium in Sulingen mit Abitur abgeschlossen.

### Hannover 96
Bei seinem ersten Einsatz für Hannover 96 im März 2005 unter Trainer Ewald Lienen zog er sich 18-jährig bei einem Testspiel gegen Neuenkirchen einen Kreuzbandriss zu, der ihn monatelang außer Gefecht setzte. Nach der Reha spielte er zunächst in der Oberliga Nord für die zweite Mannschaft von Hannover 96, um Spielpraxis zu sammeln.
In der Vorbereitung zur Saison 2006/07 wurde Rosenthal regelmäßig in Testspielen eingesetzt, unter anderem gegen den englischen Erstligisten Aston Villa. Sein Bundesliga-Debüt gab er am 13. August 2006 (1. Spieltag) bei der 2:4-Niederlage gegen Werder Bremen mit Einwechslung für Wahid Haschemian in der 76. Minute. In seinem zweiten Bundesligaeinsatz am 29. September 2006 (6. Spieltag) beim 2:2 im Auswärtsspiel gegen Borussia Dortmund gab er die Vorlage, die Haschemian zum 1:1 in der 75. Minute nutzte. Sein erstes Bundesligator erzielte er am 21. Oktober 2006 (8. Spieltag) bei der 1:2-Niederlage im Auswärtsspiel gegen den FC Schalke 04 mit dem Anschlusstreffer in der 57. Minute. Am 2. November 2006 unterschrieb er einen bis zum 30. Juni 2010 gültigen Vertrag. In seiner Premierensaison bestritt er 29 Bundesligaspiele für Hannover 96 und erzielte sechs Tore.
Am 16. Spieltag der Saison 2008/09 hielt Rosenthal im Auswärtsspiel beim VfL Wolfsburg einen Foulelfmeter, nachdem Hannover 96 das Wechselkontingent ausgeschöpft hatte und Torhüter Florian Fromlowitz, der den Strafstoß verursacht hatte, wegen einer Notbremse mit der Roten Karte vom Platz gestellt worden war.

### SC Freiburg
Zur Saison 2010/11 wechselte Rosenthal zum SC Freiburg, bei dem er einen bis zum 30. Juni 2013 gültigen Vertrag unterschrieb. In seiner Premierensaison bestritt er 22 Bundesligaspiele (fünf Tore, drei Einwechslungen, zwölf Auswechslungen) und ein Spiel um den DFB-Pokal. Mit den Breisgauern belegte er den neunten Tabellenplatz. Sein zweites Jahr in Freiburg war von Verletzungen geprägt; so kam er nur auf 18 Saisoneinsätze und zwei Tore.

### Eintracht Frankfurt
Zur Saison 2013/14 verpflichtete ihn Eintracht Frankfurt als Alternative zum Linksaußen Takashi Inui. Er unterzeichnete einen bis zum 30. Juni 2016 gültigen Vertrag. In seiner ersten Saison kam er nicht über die Rolle eines Ergänzungsspielers hinaus, stand selten in der Startelf und wurde meist eingewechselt. Er erzielte zwei Bundesligatore für die Eintracht. Zu Trainer Armin Veh hatte Rosenthal ein angespanntes Verhältnis, nachdem er sich kritisch zu Vehs Entscheidungen geäußert hatte.

### SV Darmstadt 98
Am 2. Februar 2015 wechselte Rosenthal auf Leihbasis bis zum Ende der Saison 2014/15 in die 2. Bundesliga zum SV Darmstadt 98. Mit neun Zweitligaspielen, in denen er ein Tor erzielte, trug er zum Aufstieg des Vereins in die 1. Bundesliga bei. Nach dem Ende der Leihe wechselte er fest nach Darmstadt. In der Bundesliga kam er auf 25 Einsätze, verpasste jedoch einen Teil der Hinrunde, nachdem er zunächst unter Achillesfersenproblemen litt und schließlich an der Achillessehne operiert werden musste. Auch in der folgenden Saison stand er häufig wegen verschiedener Verletzungen nicht zur Verfügung und kam so nur auf 19 Spiele. In seiner letzten Saison für die „Lilien“ in der 2. Bundesliga kam er auf zwölf Einsätze. Am 12. Juni 2018 löste er seinen Vertrag aus persönlichen Gründen auf und beendete seine Karriere im Profifußball.

### VfB Oldenburg
Im Juli 2019 kam Rosenthal nach einer einjährigen Pause für den in der Regionalliga Nord spielenden VfB Oldenburg in einem Landespokalspiel gegen den SSV Jeddeloh zum Einsatz. Bereits vorher hatte er ab und an beim VfB mittrainiert und stand dem Verein als Standby-Spieler zur Verfügung. Er kam dabei in einem Regionalligaspiel zum Einsatz.

### Nationalmannschaft
Rosenthal bestritt zwei Länderspiele für die U19-Nationalmannschaft, ehe er am 6. Februar 2007 für die U21-Nationalmannschaft debütierte. Im Spiel gegen die Auswahl Schottlands wurde er zu Beginn der zweiten Halbzeit eingewechselt. Später führte Rosenthal als Mannschaftskapitän die Auswahlmannschaft aufs Spielfeld.

## Erfolge
SV Darmstadt 98
- Vizemeister der 2. Bundesliga und  Aufstieg in die Bundesliga: 2015